# Edificio Miguel E Abed
El edificio Miguel E Abed es un edificio ubicado en Eje central Lázaro Cárdenas nº13 en el centro histórico de la Ciudad de México, en Delegación Cuauhtémoc en la Ciudad de México. El edificio fue construido por el empresario mexicano-libanés Miguel E. Abed, y está equipado con tres elevadores (ascensores) de alta velocidad que se mueven a 6 metros por segundo. En su interior alberga oficinas de diversas compañías, muchas de ellas se encuentran instaladas desde la década de 1960. La torre se encuentra frente a la Torre Latinoamericana. En 1952 superó a la Torre Anáhuac, para convertirse por cuatro años en el edificio más alto de México, hasta 1956 año en que es concluida la construcción del edificio más alto de Iberoamérica para su época: la Torre Latinoamericana.

## Diseño
Cuenta con una altura de 125 m, si se incluye a las antenas, hasta el último piso la torre mide 109 m y se compone de 29 pisos, con un área total de 52 000 m² en un predio de 3500 m². La altura de piso a techo es de 3.41 m.
Con una forma singular, se distingue esta torre en el centro histórico de la Ciudad de México, pues su estructura se compone de tres cuerpos, los cuales son más angostos conforme son más altos, salvo en el lado norte de la torre, en que es una sola pared sin ventanas desde la planta baja hasta el piso 29.

## Historia de la torre
Tras el crecimiento demográfico excesivo de la Ciudad de México y en específico por la falta de espacios para el comercio y oficinas en el centro histórico, se llegó a la decisión de comenzar a construir verticalmente, por lo que se dio paso a la edificación de torres de más de 15 pisos de altura. Las razones principales por las que se comenzó a edificar verticalmente en las zonas aledañas al centro (Eje Central Lázaro Cárdenas, avenida Juárez) fueron por la necesidad de espacio y por el creciente aumento de la renta en la ciudad. La construcción de este edificio se planificó en una zona estratégicamente comercial y transitada. En el año 1947 se empezó a planear el proyecto estudiando la posible ingeniería sísmica que podía en teoría presentar el edificio ante un terremoto, con estos parámetros se conoció la vulnerabilidad sísmica de la torre brindándole una óptima protección antisísmica. Una vez concluidos los estudios en 1948 se inició la cimentación de la torre, en 1949 se procedió a la construcción de la estructura y en 1952 concluyó la construcción.
La cimentación y construcción de la estructura de la torre presentó varios retos por el suelo poco estable donde se encuentra: la zona del antiguo lago de Texcoco. Debido a esta situación el edificio fue dotado con tecnología antisísmica con la cual se analizó el criterio de cimentación y colocación de pilas y pilotes de concreto. Cuando finalizó su construcción se convirtió en el edificio más alto de México hasta el año 1956 cuando concluyó la construcción de la Torre Latinoamericana.

## Detalles importantes

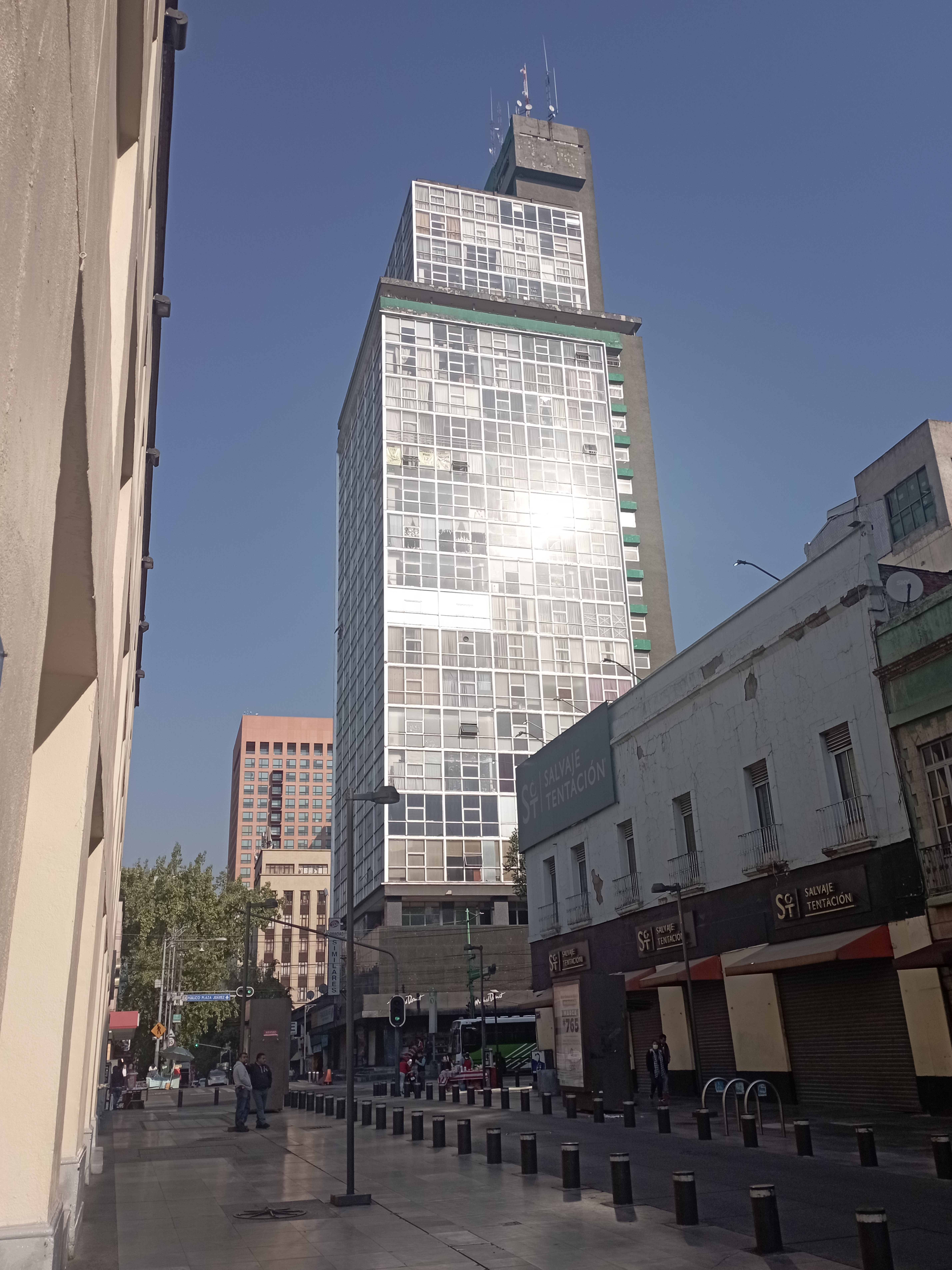
Edificio Miguel E Abed.

Dada la sismicidad de la Ciudad de México, el edificio fue equipado con aislamiento sísmico el cual incluye; 195 pilas de concreto y acero incrustadas en pozos de concreto armado las cuales penetran a una profundidad de 60 metros superando el relleno pantanoso del antiguo lago de Texcoco. La estructura cuenta con soportes en forma de rombo que sirven para disipar la energía devastadora de un terremoto, por esas dos herramientas la torre se ha mantenido de pie a pesar de los movimientos telúricos a los que ha sido sometido el edificio. Además el edificio cuenta con tres cuerpos en la estructura que le brindan una mayor estabilidad y un mejor soporte a la estructura de acero y concreto.
Tras los cuatro terremotos más fuertes en la Ciudad de México, tanto el Terremoto de 1957, el Terremoto de México de 1985 y los Terremotos de 2017, se le considera uno de los rascacielos más seguros del mundo junto con Torre Mayor, Torre Ejecutiva Pemex, World Trade Center México, Torre Latinoamericana, Torre HSBC, Edificio Reforma Avantel, St. Regis Hotel & Residences y Torre Insignia.
Ha sido junto con el Edificio La Nacional, Edificio Miguel E Abed Apycsa, la Torre Latinoamericana, Torre Contigo y Edificio El Moro los seis únicos edificios en presenciar y soportar los más fuertes terremotos de la Ciudad de México.
Ha soportado más de quince terremotos de fuerte intensidad a lo largo de su historia: 
1. - julio de 1957, de magnitud 7.9 grados en la Escala de Richter, (E.R.).
2. - 19 de septiembre de 1985, magnitud 8.1 E.R.
3. - septiembre de 1995, magnitud 7.6 E.R.
4. - enero de 2003, magnitud 7.6 E.R.
5. - 13 de abril de 2007, magnitud 6.3 E.R.
6. - 27 de abril de 2009, magnitud 6.0 E.R.
7. - 22 de mayo de 2009, magnitud 6.4 E.R.
8. - 30 de junio de 2010, magnitud 6.5 E.R.
9. - 25 de febrero de 2011, magnitud 6.0 E.R.
10. - 7 de abril de 2011, magnitud entre 6.7 y 7.0 E.R.
11. - 20 de marzo de 2012, magnitud 7.4 y 7.7 E.R.
12. - 2 de abril de 2012, magnitud 6.0 E.R.
13. - 11 de abril de 2012, magnitud 6.4 E.R.
14. - 15 de noviembre de 2012, magnitud entre 6.1 y 6.2 E.R.
15. - 21 de abril de 2013, magnitud promedio de 6.0 E.R.
16. - 16 de junio de 2013, magnitud aprox. 6.1 E.R.
17. - 18 de abril de 2014, magnitud 7.2 E.R.
18. - 7 de septiembre de 2017, magnitud 8.2 E.R.
19. - 19 de septiembre de 2017, magnitud de 7.1 grados E.R.
20. - 16 de febrero de 2018, magnitud de 7.2 grados E.R￼
21. - 23 de junio de 2020, magnitud de 7.5 grados E.R.

A finales de la década de 1980, la torre fue equipada con un sistema llamado edificio inteligente, debido a que el sistema de luz es controlado por un sistema llamado B3, al igual que el de Torre Mayor, Torre Ejecutiva Pemex, World Trade Center México, Torre Altus, Torre Arcos Bosques I, Torre Arcos Bosques II, Torre Latinoamericana, Edificio Reforma 222 Torre 1, Haus Santa Fe, Edificio Reforma Avantel, Residencial del Bosque 1, Residencial del Bosque 2, Reforma 222 Centro Financiero, Torre HSBC, Panorama Santa fe, City Santa Fe Torre Ámsterdam, Santa Fe Pads, St. Regis Hotel & Residences, Torre Lomas.
Se encuentra a unos metros del centro histórico de la Ciudad de México, del Edificio Tlatelolco (S.R.E) y de la Alameda Central.

## Datos clave
- Altura - 125 metros. (TOTAL), 109 m (Último piso)
- Área total - 98.000 metros cuadrados.
- Espacio de oficinas - 51.000 metros cuadrados.
- Pisos - 15 niveles subterráneos de estacionamiento y 29 pisos.
- Condición: 	En uso.
- Rango: 	
  - En México: 31.º lugar
  - En Ciudad de México: 28.º lugar
  - En el Eje Central Lázaro Cárdenas: 2.º lugar
  - En el Centro Histórico de la Ciudad de México: 2.º lugar